# 五百籏頭眞
五百籏頭 眞（いおきべ まこと、1943年〈昭和18年〉12月16日 - 2024年〈令和6年〉3月6日）は、日本の政治学者、歴史学者（日本政治外交史）。国際問題評論家。位階は従三位、勲章は瑞宝大綬章。
公益財団法人ひょうご震災記念21世紀研究機構理事長、前兵庫県公立大学法人理事長、神戸大学名誉教授、防衛大学校名誉教授、熊本県立大学特別栄誉教授、文化功労者。
広島大学政経学部助教授、広島大学法学部助教授、神戸大学法学部教授、防衛大学校長（第8代）、公立大学法人熊本県立大学理事長（第2代）、兵庫県公立大学法人理事長（第3代）などを歴任した。

## 経歴

### 生い立ち
1943年、兵庫県西宮市の苦楽園口駅の近くで神戸大学教授・五百籏頭眞治郎の5男（8人兄弟の6番目）として生まれた。1962年に六甲高等学校を卒業し、京都大学法学部に進学して学んだ。1967年に卒業し、同大学院法学研究科に進んだ。学部・大学院を通じて猪木正道に師事し、また猪木に勧められたことから当時助教授であった高坂正堯の自主ゼミにも参加した。1969年に修士課程を修了。

### 政治学者、歴史学者として

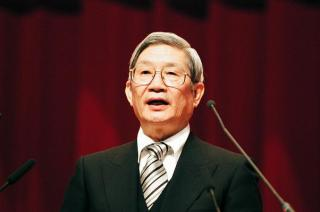
2008年3月23日
防衛大学校卒業式にて

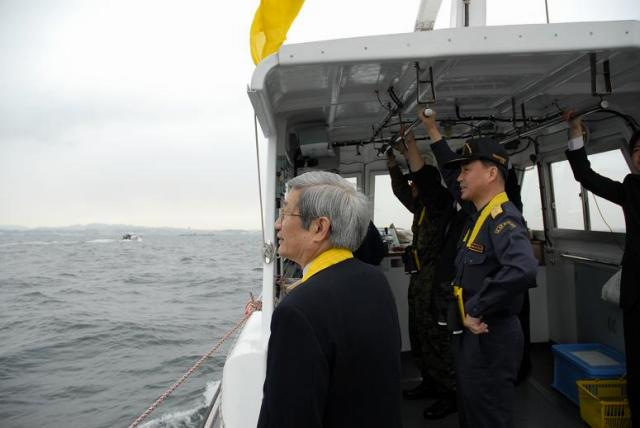
2008年4月25日
防衛大学校春季競技会の
カッター競技にて

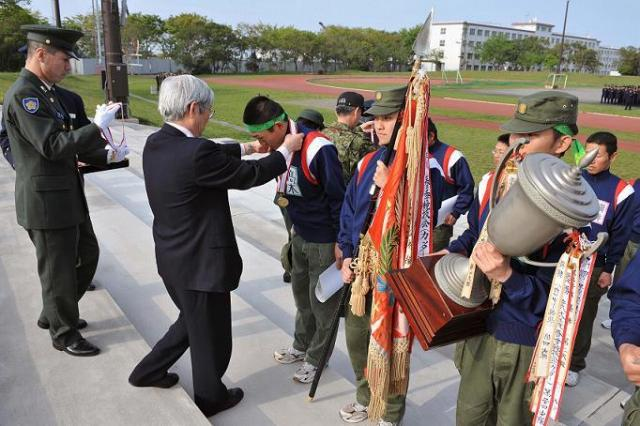
2008年4月25日
防衛大学校
春季競技会表彰式にて

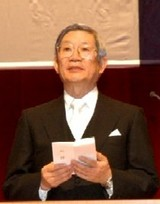
2007年3月18日
防衛大学校卒業式にて

1969年、広島大学政治経済学部助手に採用された。その後、講師、助教授昇格。1976年に同教授昇格。1977年からは組織改編に伴い同大学法学部教授。1981年、神戸大学法学部教授に転じた。1987年、学位論文『米国の日本占領政策 : 戦後日本の設計図』を京都大学に提出して法学博士の学位を取得。2000年から2006年7月まで同法学研究科・国際協力研究科教授を務めたのち退職し、神戸大学名誉教授の称号を受けた。
2006年8月、防衛大学校長に就任。2012年3月に退任し、後任には国分良成が就任。2012年4月からは公立大学法人熊本県立大学理事長、公益財団法人ひょうご震災記念21世紀研究機構理事長に就いた。2018年4月からは公立大学法人兵庫県立大学（現・兵庫県公立大学法人）理事長。 2023年3月、兵庫県公立大学法人理事長を退任。
学界では日本政治学会理事長（1998年～2000年）を務めた。
政府関係の委員として、小渕恵三首相時代に官邸に設置された有識者会議「21世紀日本の構想」懇談会の外交分科会（第1分科会）座長、小泉純一郎首相時代に設置された私的諮問機関「安全保障と防衛力に関する懇談会」委員、福田康夫首相の私的懇談会である「外交政策勉強会」の座長、2007年12月に設立された政府の有識者会議である「防衛省改革会議」（2009年〈平成21年）10月に解体）委員を務めた。現在は日中両政府に報告・提言を行う日中両国の有識者による会議「新日中友好21世紀委員会」委員（2003年〈平成15年）12月 - ）、一般社団法人アジア調査会会長を務めていた。2011年4月に創設された東日本大震災復興構想会議議長を務め、次いで2012年2月に創設された復興推進委員会委員長を2013年（平成25年）3月まで務めた。
2019年2月、日本経済新聞において「私の履歴書」が連載された。
2020年6月18日付で、宮内庁参与に任じられた。
2024年3月6日午後、自身が理事長を務める｢ひょうご震災記念21世紀研究機構｣(人と防災未来センター内)で執務中に、息苦しさなどを訴えて神戸市内の病院に搬送された。同日、急性大動脈解離のため死去した。80歳没。訃報に際し、天皇・皇后は侍従長を通じて遺族に弔意を伝えた。同年2月23日の天皇誕生日に天皇・皇后に面会したばかりであったという。死没日をもって従三位に叙され、瑞宝大綬章を追贈された。
地元西宮市に本拠を置いた阪急ブレーブスのファンであった。

### 客員教授・客員研究員
海外
- ハーバード大学客員研究員（1977年～1979年、2002年～2003年)
- ロンドン・スクール・オブ・エコノミクス客員研究員（1990年～1991年）

### 委員・役員ほか
- 「21世紀日本の構想」懇談会の外交分科会（第1分科会）座長[14]
- 「安全保障と防衛力に関する懇談会」委員[15]
- 「外交政策勉強会」の座長 福田康夫首相の私的懇談会である
- 「防衛省改革会議」[16]委員（2007月12月～2009年10月）[17]
- 東日本大震災復興構想会議議長(2011年4月～)
- 復興推進委員会委員長(2012年2月～2013年3月)
- 宮内庁参与(2020年～)
- 日本政治学会理事長
- 日本学術会議会員
- 公益財団法人国際文化会館評議員
- ひょうご震災記念21世紀研究機構理事長

## 受賞・栄典
- 1985年：『米国の日本占領政策』でサントリー学芸賞を受賞。
- 吉田茂賞（2回）
- 吉野作造賞を受賞。
- 2011年：文化功労者に選ばれた[18]。
- 2024年：従三位、瑞宝大綬章。

## 発言・行動
集団的自衛権と安保法制
集団的自衛権については「あたりまえのこと」とし、安保法制を支持した。一方で憲法改正については全面改正ではなく「手直し」のアプローチを採るべきと提言していた。
対米・対中関係
日米同盟と日中協商が日本外交の基軸だとしていた。対中関係では「攻めず攻められず」の関係を作るためにも「重層的なミサイル網」の構築を急ぐべきと提言した。
イラク戦争
イラク戦争には一定の理解を示しつつも、当初より懐疑的な立場をとった。
歴史認識
2009年（平成21年）6月1日、北京で開催された「中国科学・人文フォーラム」で演説し、「日本が起こした侵略戦争は日本の国益を損ねた」とする見解を示した。
2006年（平成18年）9月7日配信の「小泉内閣メールマガジン」内の特別寄稿では、小泉政権の外交政策について「とりわけ大きな業績は、対米関係の高水準化」「首相自らがあの北朝鮮を訪問し、拉致を認めさせ、問題解決の大筋を共同声明に示す大業は、小泉以外の誰にもできなかったであろう」などと述べ、高い評価を与えた。その一方で「（小泉首相の）靖国（神社）参拝一つで、どれほどアジア外交を麻痺させ、日本が営々と築いてきた建設的な対外関係を悪化させたことか」とも述べ、「後継者たちに残したものと考えて対処せねばなるまい」と締めくくった。
歴史認識問題について日本政府の姿勢を批判する論客や諸外国は、戦前の植民地支配や対外侵略だけでなく、その歴史を反省して平和的発展に尽くした戦後日本の歩みも踏まえて評価すべきだとしている。
福田康夫政権
歴代政権の外交政策の助言者として行動しているが、特に福田康夫政権では外交政策勉強会、防衛省改革会議と外交・防衛分野における主要なブレーントラストとなった。これは福田の内閣官房長官時代に私的親交を結ぶ機会があったからとされる。
防衛省改革に向けて2007年（平成19年）末に発足し、諮問機関「防衛省改革会議」に、五百籏頭が委員として参加した。最終報告書（2008年7月提出）を巡って、石破茂防衛大臣と激しく対立することとなった。しかし、首相であった福田康夫が、五百旗頭案を採用したため、五百旗頭の意見を軸に提案をまとめた。
新型コロナ
非渡航者による新型コロナウイルスの国内感染が日本で初めて確認され、相前後して世界保健機関が緊急事態を宣言した約1ヶ月後の2020年2月25日に、危機管理の専門家としてBSフジLIVE プライムニュースに招かれ、新型コロナウィルス拡大に伴う日本の危機管理について語った。

## 研究内容・業績
専門は日本政治外交史、政策過程論、日米関係論。米国の対日占領政策の研究からスタートし、後半生は政治外交全般において論壇活動も活発に行なった。
指導学生
指導学生には以下がいる。
また、1995年1月17日の阪神・淡路大震災で、ゼミ生の一人を亡くした。亡くなったゼミ生は、ゴスペルシンガーの森祐理の実弟であり、告別式にはゼミ生が所属していた日本メノナイト・ブレザレン教団泉北キリスト教会で式辞を読んでいる。
- 簑原俊洋（神戸大学大学院法学研究科教授）[31]
- ロバート・D・エルドリッヂ（元・在沖縄米軍海兵隊政務外交政策部次長）[32]
- 服部龍二（中央大学総合政策学部教授）[33][34]
- 高原秀介（京都産業大学国際関係学部教授）[35]
- 村井良太（駒澤大学法学部教授）[36]
- 楠綾子（国際日本文化研究センター教授）[37]
- 井上正也（慶應義塾大学法学部教授）[38][39]
- 宮本悟（聖学院大学政治経済学部教授）[40]

## 家族・親族
- 父：五百籏頭眞治郎（経済学者、神戸大学名誉教授、ローマ教皇庁グレゴリオ勲章受章）
- 兄：五百籏頭博治（神学者、南山大学名誉教授）
- 息子：五百籏頭薫（歴史学者、東京大学法学部教授）[41]
- 甥：五百籏頭真吾（経済学者、同志社大学商学部教授）
- 甥：五百籏頭健吾（情報通信学者、岡山大学大学院自然科学研究科特任准教授）

## 著書

### 単著
- 『政治史 2』放送教育開発センター〈ラジオ大学講座〉、1984年。
- 『米国の日本占領政策　戦後日本の設計図（上）』中央公論社〈叢書国際環境〉、1985年2月。ISBN 4-12-001374-X。 - サントリー学芸賞受賞。
- 『米国の日本占領政策　戦後日本の設計図（下）』中央公論社〈叢書国際環境〉、1985年3月。ISBN 4-12-001379-0。各・改訂新版、2025年6月
- 『政治史2』放送大学教育振興会（出版） 日本放送出版協会（発売）〈放送大学教材〉、1985年3月。ISBN 4-14-531741-6。
- 『日米戦争と戦後日本』大阪書籍、1989年12月。ISBN 4-7548-5007-6。 - 吉田茂賞受賞。
  - 『日米戦争と戦後日本』講談社〈講談社学術文庫〉、2005年5月。ISBN 4-06-159707-8。
- 『秩序変革期の日本の選択「米・欧・日」三極システムのすすめ』PHP研究所〈PHPブライテスト〉、1991年11月。ISBN 4-569-53425-2。
- 『占領期 首相たちの新日本』読売新聞社〈20世紀の日本 3〉、1997年12月。ISBN 4-643-97003-0。 - 吉野作造賞受賞。
  - 『占領期 首相たちの新日本』講談社〈講談社学術文庫〉、2007年7月。ISBN 978-4-06-159825-6。
- 『戦争・占領・講和 1941～1955』中央公論新社〈日本の近代 6〉、2001年4月。ISBN 4-12-490106-2。
  - 『戦争・占領・講和 1941～1955 日本の近代（6）』中公文庫、2013年9月。ISBN 978-4-12-205844-6。
- 『歴史としての現代日本 五百旗頭真書評集成』千倉書房、2008年10月。ISBN 978-4-8051-0889-5。 - 毎日書評賞受賞。
- 『NHKさかのぼり日本史』 1巻（戦後）経済大国の“漂流”、NHK出版、2011年7月。ISBN 978-4-14-081485-7。
- 『日本は衰退するのか』千倉書房、2014年12月。ISBN 978-4-8051-1049-2。
- 『大災害の時代』 毎日新聞出版、2016年6月／岩波現代文庫、2023年8月

### 共著
- 上山春平、野田宣雄・中西輝政『20世紀の戦争　封じられた平和の祈り』読売新聞社〈読売ぶっくれっと no.6〉、1998年8月。ISBN 4-643-98108-3。
- 伊藤正直、瀧井一博・小倉和夫 著、日本の近現代史調査会 編『歴史をつくるもの　日本の近現代史述講』 下、藤井裕久・仙谷由人監修、中央公論新社、2006年12月。ISBN 4-12-003796-7。

### 編著
- 『「アジア型リーダーシップ」と国家形成』ティビーエス・ブリタニカ、1998年3月。ISBN 4-484-98202-1。
- 『戦後日本外交史』有斐閣〈有斐閣アルマ Specialized〉、1999年5月。ISBN 4-641-12069-2。 - 吉田茂賞受賞。
  - 『戦後日本外交史』（新版）有斐閣〈有斐閣アルマ specialized〉、2006年3月。ISBN 4-641-12258-X。
  - 『戦後日本外交史』（第3版）有斐閣〈有斐閣アルマ〉、2010年3月。ISBN 978-4-641-12407-3。
- 『日米関係史』有斐閣〈有斐閣ブックス〉、2008年3月。ISBN 978-4-641-18357-5。

### 共編著
- 北岡伸一共編 編『開戦と終戦 太平洋戦争の国際関係』情報文化研究所（出版）星雲社（発売）、1998年10月。ISBN 4-7952-8236-6。
- 北岡伸一共編 編『占領と講和　戦後日本の出発』情報文化研究所（出版）星雲社（発売）、1999年5月。ISBN 4-7952-8237-4。
- 下斗米伸夫共編『二十世紀世界の誕生 両大戦間の巨人たち』情報文化研究所（出版）星雲社（発売）、2000年6月。ISBN 4-7952-8238-2。
- 楠田實 著、和田純共編 編『楠田實日記　佐藤栄作総理首席秘書官の二〇〇〇日』中央公論新社、2001年9月。ISBN 4-12-003160-8。
- Yamamoto Tadashi・Iriye Akira・Iokibe Makoto, ed (2006-06). Philanthropy and reconciliation: rebuilding postwar U.S.-Japan relations. Japan Center for International Exchange. ISBN 4-88907-076-1
- 伊藤元重・薬師寺克行共編『シリーズ90年代の証言』朝日新聞社、2006年- 
  - 小沢一郎『小沢一郎 政権奪取論』2006年6月。ISBN 4-02-250163-4。
  - 宮澤喜一『宮澤喜一 保守本流の軌跡』2006年11月。ISBN 4-02-250239-8。
  - 柳井俊二『外交激変 元 外務省事務次官柳井俊二』2007年3月。ISBN 978-4-02-250265-0。
  - 出井伸之『出井伸之 多様性への挑戦』2007年6月。ISBN 978-4-02-250298-8。
  - 森喜朗『森喜朗 自民党と政権交代』2007年10月。ISBN 978-4-02-250338-1。
  - 野中広務『野中広務 権力の興亡』2008年3月。ISBN 978-4-02-250414-2。
  - 菅直人『菅直人 市民運動から政治闘争へ』2008年6月。ISBN 978-4-02-250444-9。
  - 岡本行夫『岡本行夫 現場主義を貫いた外交官』2008年12月。ISBN 978-4-02-250479-1。
- Caroline Rose, Junko Tomaru, John Weste, ed (2008-01). Japanese Diplomacy in the 1950s: from Isolation to Integration. Routledge Studies in the Modern History of Asia (Hardcover ed.). Routledge. ISBN 978-0-415-37296-1
  - Caroline Rose, Junko Tomaru, John Weste, ed (2011-06). Japanese Diplomacy in the 1950s: from Isolation to Integration (Paperback ed.). Routledge. ISBN 978-0-415-67391-4

### 監修
- ヒュー・ボートン『戦後日本の設計者 ボートン回想録』五味俊樹訳、朝日新聞社、1998年3月。ISBN 4-02-257194-2。
- 『世論調査にみる日米関係 読売・ギャラップ共同調査22年』読売新聞社〈読売ぶっくれっと no.21〉、2000年4月。ISBN 4-643-00015-5。
- J・M・ロバーツ『第二次世界大戦と戦後の世界』月森左知訳、創元社〈図説世界の歴史 ＝ The illustrated history of the world 9〉、2003年9月。ISBN 4-422-20249-9。 - 原タイトル：Emerging powers。